# Lubin
Artikeln handlar om staden Lubin i sydvästra Polen, ej att förväxla med storstaden Lublin i östra Polen.
Lubin [ˈlubʲin] (tyska: Lüben) är en stad i Nedre Schlesiens vojvodskap i sydvästra Polen, belägen 71 kilometer nordväst om Wrocław. Staden utgör administrativt en stadskommun, med 73 820 invånare år 2014, och är huvudort i distriktet Powiat lubiński.

## Geografi
Lubin ligger vid floden Zimnica, en biflod till Oder.

## Historia
Staden uppstod omkring en borg på 1100-talet, och fick stadsrättigheter enligt polsk rätt 1178. 1289 gavs staden nya privilegier enligt Magdeburgrätten. Tillsammans med hertigdömet Liegnitz tillföll staden kungariket Böhmen 1329, och tillhörde därmed från 1526 de habsburgska kronländerna. 
Staden tillföll kungadömet Preussen efter det österrikiska tronföljdskriget 1742. Efter 1815 blev staden del av den preussiska provinsen Schlesien och lydde under regeringsområdet Liegnitz. Efter andra världskrigets slut 1945 tillföll orten Polen genom Potsdamöverenskommelsen eftersom den ligger öster om Oder-Neisse-linjen.
1957 upptäcktes stora kopparfyndigheter i staden, vilket ledde till att staden snabbt växte från en småstad till en av Schlesiens större gruv- och industristäder. Den 31 augusti 1982 sköt kommunistiska statliga säkerhetsstyrkor mot en demonstration i staden, vilket ledde till att tre människor dödades och ett tiotal skadades.

## Näringsliv
Lubin är högkvarter för KGHM Polska Miedź, som är en av världens största internationella gruvkoncerner inom silver- och kopparbrytning. Företaget är ett av de största företagen på Warszawabörsen, delvis statligt ägt och är den största arbetsgivaren i Nedre Schlesiens vojvodskap. I Lubin finns förutom högkvarteret också en av företagets gruvor.

## Sport

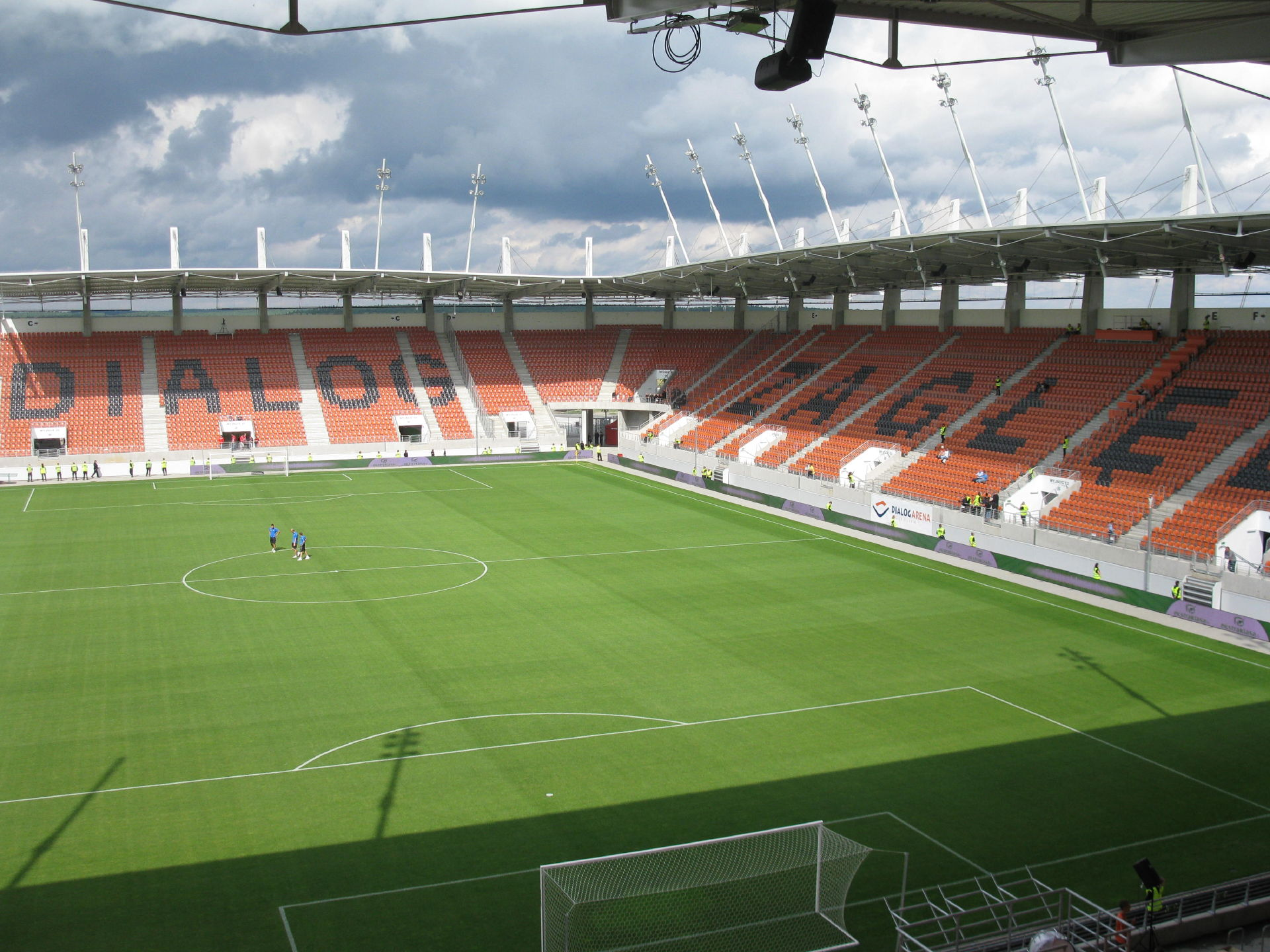
Stadion Zagłębia Lubin

Fotbollslaget Zagłębie Lubin, vars herrlag spelar i högsta divisionen och blev polska mästare 1991 och 2007, har sin hemmaarena Stadion Zagłębia Lubin i staden.

## Kommunikationer
Staden har en flygplats, Lubin-Obora flygplats, med en 1000 meters-bana avsedd för mindre civilflyg, både inrikes och internationellt. Närmaste större flygplats finns i Wrocław.
Genom Lubin passerar den större nord-sydliga nationella vägen DK 3 (E65) och vägen DK 36 som sammanbinder staden med Rawicz och Prochowice.

## Kända invånare
- Adrian Błąd (född 1991), fotbollsspelare.
- Dieter Collin (1893-1918), tysk stridspilot under första världskriget.
- Natalia Czerwonka (född 1988), skridskoåkare.
- Rudolf-Christoph Freiherr von Gersdorff (1905-1980), tysk arméofficer och motståndsman under Nazityskland.
- Mariusz Jurkiewicz (född 1982), handbollsspelare.
- Helmut Kuhn (1899-1991), filosof.
- Tadeusz Maćkała (född 1962), polsk politiker, senator för Medborgarplattformen och tidigare borgmästare i Lubin.
- Sebastian Seiler (1815-1870), tysk-amerikansk journalist och socialist.
- Gerd von Tresckow (1899-1944), tysk arméofficer, motståndsman under Nazityskland, bror till Henning von Tresckow.
- Vilhelm I av Württemberg (1781-1864), kung av Württemberg.
- Kasia Wilk (född 1982), R&B-sångerska.
- Tomasz Wisio (född 1982), fotbollsspelare.
- Arkadiusz Woźniak (född 1990), fotbollsspelare.